# AS Garde Nationale
Associação Sportive de la Garde Nationale ( Árabe : الجمعية الرياضية للحرس الوطني ) conhecido como AS Garde Nationale é um clube de futebol da Mauritânia com sede em Nouakchott. O clube foi fundado em Nouakchott . Era conhecido no passado sob o nome de ASC Garde Nationale (Associação Esportiva e Cultural da Garde Nationale).

## Titulos
Liga Premier mauritana
Champion (7): 1976, 1977, 1978, 1979, 1984, 1994, 1998
Coupe du Président de la République
Vencedor (4): 1981, 1986, 1989, 2001